# 안드레아스 퇼처
안드레아스 퇼처(독일어: Andreas Tölzer, 1980년 1월 27일~)는 독일의 유도 선수, 지도자이다. 2012년 하계 올림픽에서 남자 헤비급 동메달을 획득했다.